# Жарновиця (Банськобистрицький край)
Жарновиця (словац. Žarnovica) — місто, громада округу Жарновиця, Банськобистрицький край, центральна Словаччина, регіон Теков. Кадастрова площа громади — 30,4 км². Протікає Годрушський потік.
Населення 6284 особи (станом на 31 грудня 2017 року).

## Історія
Вперше згадується в 1332 році.

## Населення
| Рік:            | 1994. | 2004.   | 2014.   | 2024.    |
| --------------- | ----- | ------- | ------- | -------- |
| Кількість осіб: | 6591  | 6522    | 6430    | 5576     |
| Різниця:        |       | -1,04 % | -1,41 % | -13,28 % |

| Рік:            | 2023. | 2024.   |
| --------------- | ----- | ------- |
| Кількість осіб: | 5669  | 5576    |
| Різниця:        |       | -1,64 % |